# Истина о Санчу Панси
Истина о Санчу Панси је кратка прича Франца Кафке. Објављена је 1931. године, седам година након Кафкине смрти. Макс Брод је одабрао приче и објавио их у збирци Beim Bau der Chinesischen Mauer. Први енглески превод Виле и Едвина Мјура објавио је Мартин Секер у Лондону 1933. године. Појавила се у збирци The Great Wall of China: Stories and Reflections (Њујорк: Schocken Books, 1946).
Као парабола, а не прича, ова кратка драма се фокусира на улогу Санча Пансе, главног лика у Дон Кихоту. Наратор теоретски износи да је Панса био извор прича, знања и мудрости, као и да је имао одређеног демона кога је требало истерати. Користећи ове духовите досетке, Панса је успео да се реши прича и бајки које су му биле у глави, хранио је њима Кихота и тако је могао да живи пуним животом без тог терета.